# Итон (округ)
И́тон (англ. Eaton County) — округ в штате Мичиган, США. Официально образован в 1837 году. По состоянию на 2010 год, численность населения составляла 107 759 человек.

## География
По данным Бюро переписи США, общая площадь округа равняется 1 499,611 км2, из которых 1 489,251 км2 суша и 11,137 км2 или 0,700 % это водоёмы.

## Население
По данным переписи населения 2000 года в округе проживает 103 655 жителей в составе 40 167 домашних хозяйств и 28 237 семей. Плотность населения составляет 69,00 человек на км2. На территории округа насчитывается 42 118 жилых строений, при плотности застройки около 28,00-ми строений на км2. Расовый состав населения: белые — 90,25 %, афроамериканцы — 5,29 %, коренные американцы (индейцы) — 0,44 %, азиаты — 1,13 %, гавайцы — 0,03 %, представители других рас — 1,17 %, представители двух или более рас — 1,70 %. Испаноязычные составляли 3,21 % населения независимо от расы.
В составе 33,80 % из общего числа домашних хозяйств проживают дети в возрасте до 18 лет, 56,30 % домашних хозяйств представляют собой супружеские пары проживающие вместе, 10,30 % домашних хозяйств представляют собой одиноких женщин без супруга, 29,70 % домашних хозяйств не имеют отношения к семьям, 24,50 % домашних хозяйств состоят из одного человека, 8,40 % домашних хозяйств состоят из престарелых (65 лет и старше), проживающих в одиночестве. Средний размер домашнего хозяйства составляет 2,54 человека, и средний размер семьи 3,03 человека.
Возрастной состав округа: 26,10 % моложе 18 лет, 9,10 % от 18 до 24, 28,80 % от 25 до 44, 24,60 % от 45 до 64 и 24,60 % от 65 и старше. Средний возраст жителя округа 36 лет. На каждые 100 женщин приходится 94,60 мужчин. На каждые 100 женщин старше 18 лет приходится 91,50 мужчин.
Средний доход на домохозяйство в округе составлял 49 588 USD, на семью — 57 898 USD. Среднестатистический заработок мужчины был 41 978 USD против 29 638 USD для женщины. Доход на душу населения составлял 22 411 USD. Около 4,10 % семей и 5,80 % общего населения находились ниже черты бедности, в том числе — 6,80 % молодежи (тех, кому ещё не исполнилось 18 лет) и 5,90 % тех, кому было уже больше 65 лет.